# Château fort de Joyeuse (Haute-Loire)
Le château fort de Joyeuse est un édifice situé à Dunières, en France.

## Localisation
Le château est situé sur le territoire de la commune de Dunières, dans le département  de la Haute-Loire, en région Auvergne-Rhône-Alpes.

## Description
Tour édifiée dans la lignée des tours circulaires construites à partir du XIIIe siècle selon le modèle philippin issu des progrès apportés par Philippe II Auguste dans l'architecture militaire. Cette construction en présente les principales caractéristiques : fonctions mixtes défensives et résidentielles, épaisseur des murs, escalier pris dans l'épaisseur des murs. Présence d'éléments archaïques tel que le voûtement par coupole. Au XIXe siècle, des restaurations dotent la tour d'un couronnement.

## Historique
Le château est inscrit au titre des monuments historiques par arrêté du 18 novembre 2002.